# Friedrich Julius Freund
Friedrich Julius Freund (* 4. Januar 1898 in Darmstadt; † 18. Mai 1944 in Auschwitz), oft auch Fritz Freund, war ein deutscher Rechtsanwalt aus Darmstadt und Cousin des ebenfalls von den Nazis ermordeten jüdischen Kunsthistorikers Karl Freund (1882–1943). Nach nationalsozialistischen Verfolgungen in Darmstadt übersiedelte Friedrich Freund 1937 mit seiner Frau Hilde (geborene Nickelsburg, * 9. September 1901 in Worms; † 18. Mai 1944 in Auschwitz) nach Berlin. 1943 wurden beide zuerst ins Ghetto Theresienstadt deportiert und anschließend zur Ermordung nach Auschwitz. An sie erinnern Stolpersteine in der Mommsenstr. 52 in Berlin-Charlottenburg.

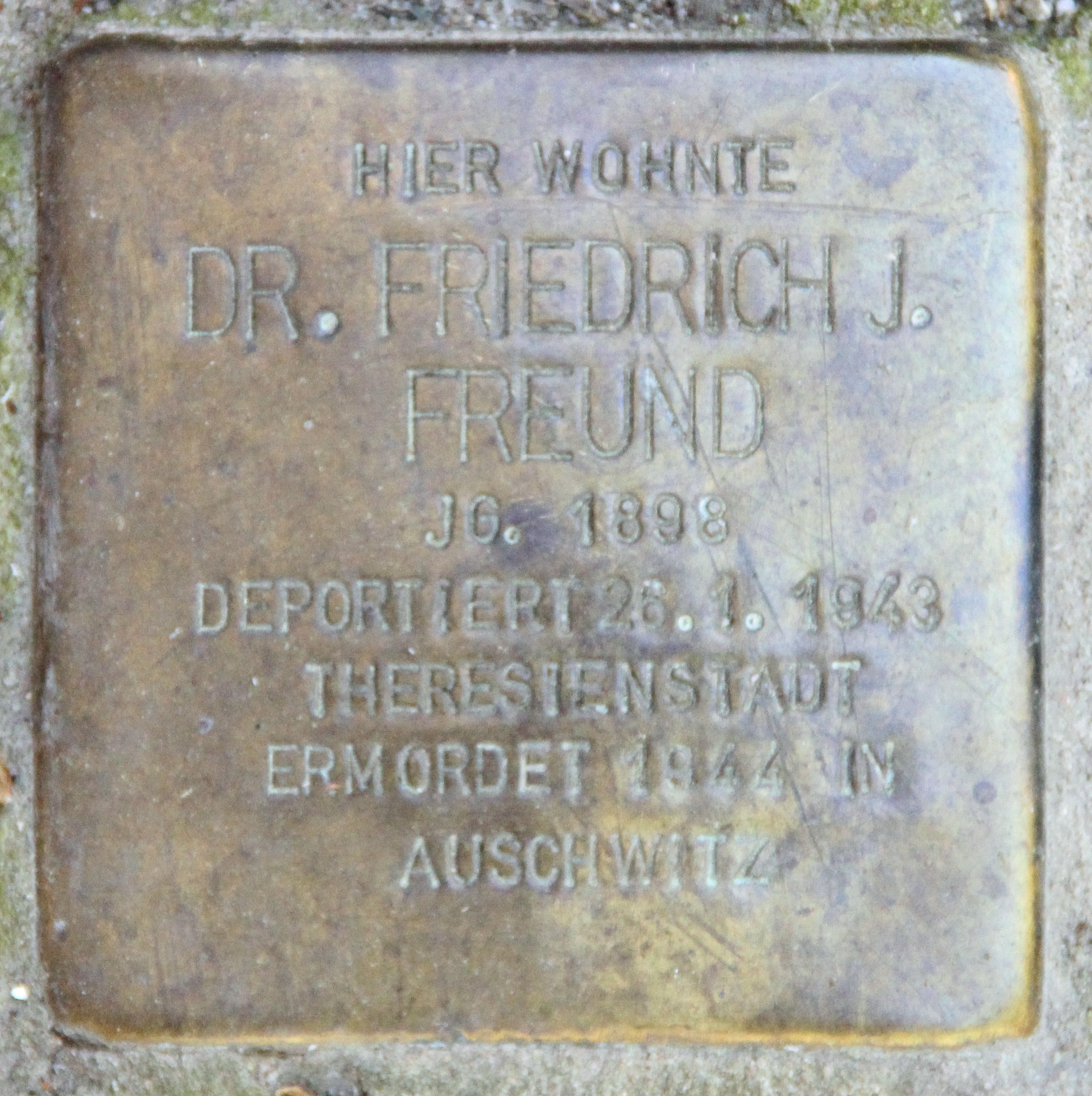
Stolperstein Friedrich Freund

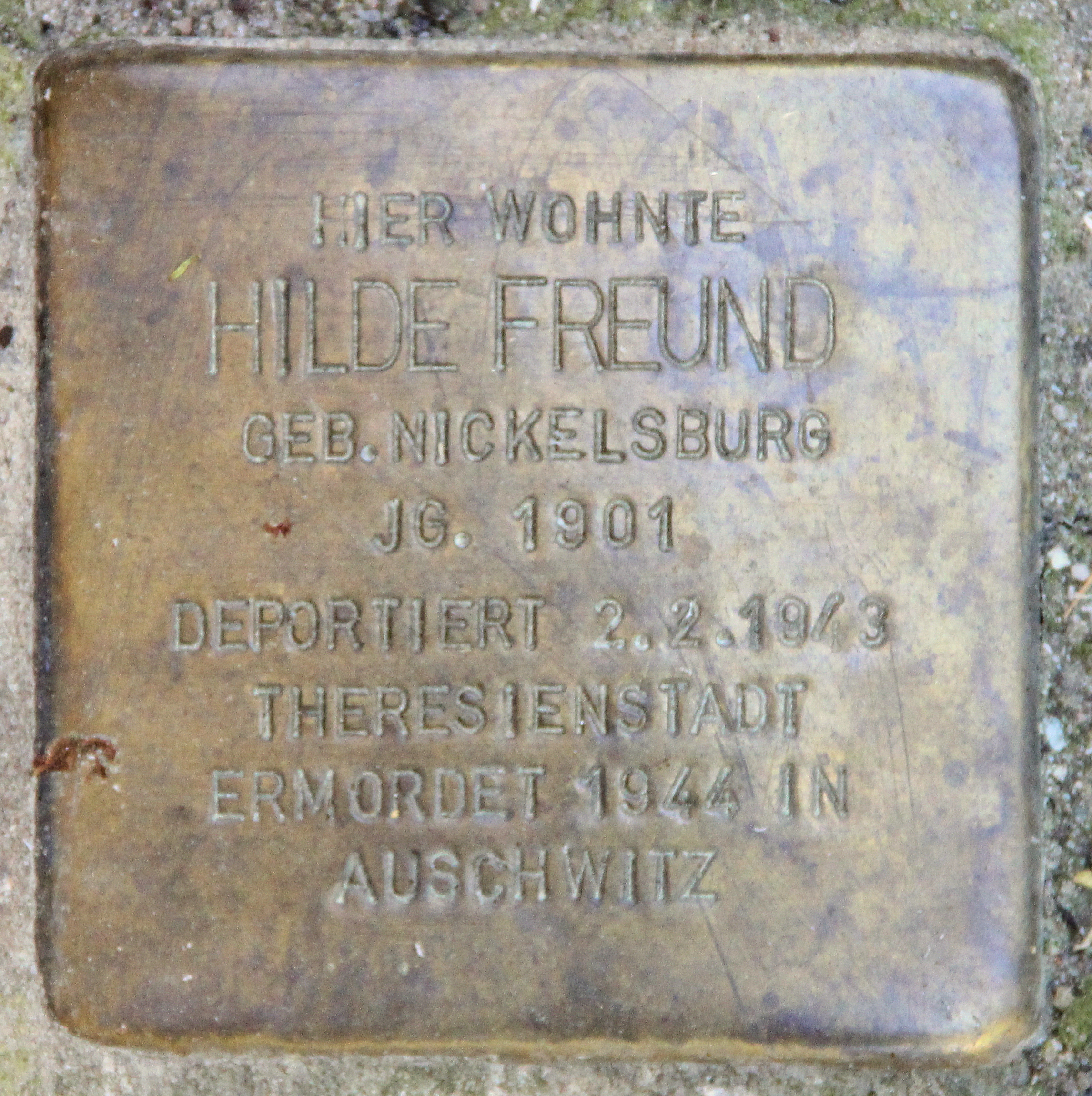
Stolperstein Hilde Freund

## Jugend und Ausbildung
Friedrich Freund war der Sohn des Kaufmanns Carl Freund (19. September 1868 in Feudenheim; † 3. Februar 1936 in Darmstadt) und der mit ihm seit dem 14. April 1896 verheirateten Anna Amalie Friedberger (* 25. September 1873 in Laubenheim; † 14. Juni 1914 in Darmstadt). Vater Carl Freund war der Bruder des Pfungstädter Zigarrenfabrikanten Max Freund und war als Prokurist in dessen Firma für den Verkauf verantwortlich.
Carl Freund und seine Ehefrau Anna Amalie zogen nach ihrer Hochzeit von Pfungstadt nach Darmstadt, wo sie zunächst eine Wohnung in der Elisabethenstraße 54 bezogen. Hier wurde am 4. Januar 1898 Friedrich Julius Freund geboren.
Im Mai 1903 zog die Familie in die Landgraf-Philipps-Anlage 44. Hier wuchs Friedrich Freund auf und besuchte von 1905 an das im Zweiten Weltkrieg zerstörte Alte Realgymnasium am Kapellplatz, den Vorläufer der heutigen Georg-Büchner-Schule.
Am 14. Juni 1914 verstarb Anna Amalie Freund. Drei Jahre später bestand ihr Sohn an Ostern 1917 die Reifeprüfung. Noch im April 1917 trat er dem Feldartillerieregiment Nr. 61 in Darmstadt bei und immatrikulierte sich parallel dazu für Jura an der Universität Frankfurt am Main. Kurze Zeit später wurde er zum Militärdienst eingezogen. Über seine Kriegsteilnahme schrieb er in seinem Lebenslauf von 1921: „Am 12. 6. kam ich ins Feld, wurde dort verwundet, kam nach Wiederherstellung zur Feldtruppe zurück und verblieb dort bis zum 5. Mai 1918, wo ich infolge Verschüttung und Gasvergiftung verschiedenen Lazaretten, zuletzt einem Heimatlazarett überwiesen wurde. Am 14. Dezember 1918 wurde ich aus dem Heeresdienst entlassen.“
Noch vor Friedrich Freunds Einberufung zum Militärdienst hatte dessen Vater ein zweites Mal geheiratet, und zwar am 12. April 1916 Erna Mathilde Alma Levi (* 23. Juni 1894 in Frankfurt am Main; † 23. Januar 1933 in Darmstadt). Aus dieser Ehe gingen zwei Töchter hervor: Hildegard (verheiratete Shelton, * 26. März 1917 in Darmstadt; † 4. Dezember 1999 in London) und Hanna (verheiratete Tabori, * 4. Mai 1919 in Darmstadt; † 1969 in den USA).
Nach dem Ende des Ersten Weltkriegs studierte Friedrich Freund Jura an den Universitäten in Heidelberg und Gießen, bevor er zum Wintersemester 1920/1921 an die Universität Gießen wechselte. In Heidelberg war er auch Mitglied der Bavaria Heidelberg im Kartell-Convent, der Verbindungen deutscher Studenten jüdischen Glaubens, geworden. Mit seinem Wechsel nach Gießen trat er der dortigen Staufia Gießen bei.
Am 17. März 1921 beantragte Friedrich Freund die Zulassung zu der Mitte April stattfindenden juristischen Fakultätsprüfung. Am 11. Juni 1921 erhielt er vom Darmstädter Ministerium der Justiz die Mitteilung, „daß wir Sie nach im ganzen gut bestandener Fakultätsprüfung zum Vorbereitungsdienst bei dem Amtsgericht Darmstadt I zugelassen haben. Sie wollen sich demgemäß bei diesem Gericht zum Dienstantritt anmelden.“ Friedrich Freund wurde Referendar und befasste sich parallel dazu mit einer Dissertation. Ende 1922 wurde er mit einer Arbeit über das Wesen des Staates als Problem der Rechtswissenschaft und mit der Note cum laude in Gießen promoviert.
Nach Stationen bei Rechtsanwälten beendete Friedrich Freund 1924 seinen Vorbereitungsdienst und erhielt am 27. Juni 1924 die Mitteilung, dass er die Staatsprüfung „im ganzen gut“ bestanden habe. Am 25. Juli 1924 wurde er zum Gerichtsassessor ernannt. im November beantragte er die Zulassung zur Rechtsanwaltschaft, die ihm am 4. Dezember 1924 für das „Landgericht der Provinz Starkenburg zu Darmstadt“ erteilt wurde. Im Januar 1925 eröffnete er seine Praxis in der Bismarckstraße 49 in Darmstadt. Er wohnte noch zu Hause bei Vater, Stiefmutter und Stiefschwestern und war für die von der Inflation stark in Mitleidenschaft gezogene Familie eine wichtige Stütze.

## Anwalt in Darmstadt
Friedrich Freund avancierte schnell zu einem bekannten Darmstädter Anwalt und spielte auch im gesellschaftlichen Leben eine Rolle.

„Am 11. Mai 1926 Wurde Dr. Fritz Freund Mitglied in der Bruderschaft der Starkenburg Loge B’nai B’rith. Hier gab er Konzerte vor ausgewähltem Publikum und hielt Vorträge. In der jüdischen Gemeinschaft Darmstadts engagierte er sich zum Wohle ärmerer Menschen und schockierte die feinere Gesellschaft mit seinen sozialistischen Ansichten. Bald nannten ihn die Darmstädter, mehr oder weniger ironisch, einen Edelkommunisten. Auf Kreuzfahrten bereiste Fritz Freund den Orient und das Mittelmeer. Er hatte eine
Dauermiete im Hessischen Landestheater. Zu seinen Freunden gehörten Schauspieler, Sänger und bildende Künstler.“

In der Nähe seiner ersten Praxis erwarb Freund 1927 eine Villa in der Bismarckstraße 37, in der er seine Wohnung und seine Kanzlei einrichtete. Daneben kümmerte er sich weiterhin um seinen Vater und dessen Familie. Für eine Schwester seines Vaters, Hanna Kay, die nach dem Tod ihres Mannes aus New York nach Deutschland zurückgekehrt war, besorgte er 1932 in Berlin eine Wohnung in der Mommsenstraße 52, eine Adresse, die später auch in seinem Leben noch eine Rolle spielen sollte. Am 23. Januar 1933 starb unerwartet seine Stiefmutter, und Friedrich Freund kümmerte sich fortan um seine beiden Halbschwestern.
Am Abend des 30. Januar 1933 und auch in den Folgetagen gab es in Darmstadt nach der Machtübernahme der Nazis noch Demonstrationen und Flugblattaktionen von KPD und Eiserner Front. Bei einer dieser Veranstaltungen wurde Fritz Freund von SA-Rotten zusammengeschlagen. Ob er mit demonstriert hatte oder nur Zuschauer oder einfach nur ein „Passant“ war, ist nicht bekannt. Die Polizei nahm ihn in Schutzhaft, ohne die Familie von der Verhaftung zu unterrichten. Erst nach mehreren Tagen erfuhr sein Vater, was passiert war. Sofort ging er mit seiner Tochter Hanna zum Polizeipräsidium und redete so lange auf die Beamten ein, bis sie seinen Sohn freigaben. Am 5. März 1933 musste er zusammen mit dem Rechtsanwalt Ebo Rothschild, der in einer benachbarten Kanzlei arbeitete, alte Wahlplakate der Linksparteien in der Umgebung seines Hauses abkratzen.
Am 7. April 1933 verabschiedete der Reichstag das Gesetz über die Zulassung zur Rechtsanwaltschaft, durch das den meisten jüdischen Anwälten in Deutschland die Ausübung ihres Berufes verboten wurde. Friedrich Freund war davon nicht unmittelbar betroffen, da er das Frontkämpferprivileg zuerkannt bekam. Er konnte seinen Beruf weiterhin ausüben, musste sich parallel dazu aber auch vermehrt um seine Familie kümmern. Nachdem am 25. April 1933 das Gesetz gegen die Überfüllung deutscher Schulen und Hochschulen verabschiedet worden war, wurden die beiden 14- und 16-jährigen Halbschwestern sofort von der Eleonorenschule verwiesen. Friedrich Freund knüpfte erste Kontakte zur Vorbereitung einer Emigration der beiden.
Am 29. Juni 1933 wurde vom Darmstädter Generalstaatsanwalt gegen Friedrich Freund ein Ehrengerichtsverfahren eröffnet. Ihm wurden in früher Vorwegnahme der MeToo-Debatten sexuelle Belästigungen der drei in seiner Kanzlei tätigen Lehrmädchen vorgeworfen. Im August 1933 wurde ihm deshalb ein Verweis erteilt und er musste 500,-- RM Geldstrafe bezahlen.
Im Sommer 1934 erkrankte Friedrich Freunds Vater und musste im Frühjahr 1935 in der Darmstädter Privatklinik von Max Rosenthal untergebracht werden. Max Rosenthal (* 13. Oktober 1884 in Jacobshagen; † 3. November 1939 in Darmstadt) war ursprünglich Facharzt für Chirurgie und Frauenheilkunde und seit 1919 in Darmstadt ansässig. Seine Praxis in der Eschollbrücker Straße erweiterte er zusammen mit seiner Frau Johanna zu einer Privatklinik, die jedoch im April 1933 in existenzielle Schwierigkeiten geriet: Wie allen jüdischen Ärzten wurde auch Max Rosenthal die Zulassung als Kassenarzt entzogen. Die weiterhin mögliche Behandlung von Privatpatienten wurde durch antijüdische Propaganda, die Deutsche ultimativ dazu aufforderte, jüdische Ärzte zu meiden, erschwert. Unter schwierigen Bedingungen konnte Rosenthal den Betrieb dennoch fortsetzen. 1938 wurde ihm die Approbation entzogen; ein Jahr später erlag er einem Schlaganfall. Nach Rosenthals Tod wurde in der Privatklinik ein Alten- und Siechenheim der Jüdischen Gemeinde eingerichtet.
Bedingt durch die Krankheit des Vaters, musste sich Friedrich Freund verstärkt um das Schicksal seiner Schwestern kümmern. Er befasste sich erneut mit Auswanderungsplänen und suchte nach Lösungen für sie und auch für die in Berlin lebende Tante. 1935 konnte er seiner Schwester Hildegard die Ausreise in die Schweiz ermöglichen. Sie machte in Genf eine einjährige Ausbildung zur Säuglingsschwester und wurde von Freund im Anschluss daran, im Herbst 1936, auf ein Schiff in Genua gebracht, das sie nach Palästina brachte. Die nötigen Einreisepapiere hatte Friedrich Freund besorgt. Danach widmete er sich der Ausreise seiner Schwester Hanna. Sie konnte im Winter 1936 von Berlin aus mit dem Zug nach Brindisi reisen und von dort aus mit dem Schiff nach Palästina. Nach ihrer Ankunft ging sie in das von Siegfried Lehmann gegründete Kinder- und Jugenddorf Ben Shemen.

## Umzug nach Berlin
Während dieser Bemühungen um die Ausreise seiner Schwestern war am 3. Februar 1936 sein Vater Carl Freund verstorben und wurde auf dem Jüdischen Friedhof in Darmstadt beigesetzt. Kurz danach teilte er dem Präsidenten des Landgerichts Darmstadt erstmals eine längere Abwesenheit mit und benannte einen Stellvertreter. Das hatte sicher viel mit den Bemühungen um die Ausreise seiner Schwestern zu tun, vermutlich aber auch mit privaten Veränderungen. Denn in jener Zeit muss er wohl Hilde Elisabeth Nickelsburg (* 9. September 1901 in Worms; † 18. Mai 1944 in Auschwitz) begegnet sein. Sie arbeitete als Röntgenassistentin in der Praxis ihres Vaters, des Mediziners Leopold Nickelsburg (* 21. September 1868 in Worms; † 28. September 1937 in Berlin), der einer alten Wormser Judenfamilie entstammte, dort auch im Gemeindevorstand Mitglied war und noch 1934 die Verantwortung für die 900-Jahr-Feier der Wormser Synagoge getragen hatte. Wann und wo Friedrich Freund und Hilde Nickelsburg sich kennengelernt hatten, ist nicht überliefert; die beiden heirateten am 24. Dezember 1936 und wohnten zunächst noch in Darmstadt.
Am 12. März 1937, diesmal unter der „jetzigen Anschrift“ Berlin-Charlottenburg, Mommsenstraße 52, wo das Ehepaar Freund zusammen mit Tante Hanna Kay wohnte, teilte Friedrich Freund dem Darmstädter Landgericht abermals eine längere Abwesenheit mit und benannte einen weiteren Stellvertreter. Dieser Abwesenheitsanzeige folgte am 30. Dezember 1937 eine letzte Mitteilung an das Landgericht Darmstadt. Auf einem vorgedruckten Briefbogen mit der Adresse Mommsenstraße 52 teilte Freund mit: „Nachdem ich im Frühjahr 1937 wegen Abwesenheit von Darmstadt Herrn Rechtsanwalt Dr. Max Ranis […] zu meinem Stellvertreter gemäß § 25 RAO bestellt habe, gebe ich hiermit im Hinblick auf meine endgültige Wohnsitzverlegung nach Berlin nunmehr meine Zulassung beim Landgericht Darmstadt mit Wirkung vom Ende des Jahres 1937 an auf.“ Anlässlich dieses Umugs soll Freund auch seine Villa in Darmstadt verkauft haben.
Über Freunds Pläne nach seiner endgültigen Übersiedelung nach Berlin ist nichts bekannt. Eine erneute Zulassung als Rechtsanwalt wäre ihm spätestens nach dem 27. September 1938 versagt geblieben. Mit diesem Datum trat die „Fünfte Verordnung zum Reichsbürgergesetz“ in Kraft, und mit ihr wurde auch das Frontkämpferprivileg außer Kraft gesetzt, das ihm bis zur Rückgabe seiner Darmstädter Zulassung noch die Ausübung seines Berufs ermöglicht hatte. Und mit dem Novemberpogrome 1938 wurden schließlich alle Pläne obsolet. Friedrich Freund wurde verhaftet und ins KZ Oranienburg verschleppt. Als er am 14. Dezember 1938 wieder nach Berlin zurückkehren konnte, fand er eine Situation vor, die das Leben für ihn und seine Familie immer unerträglicher machte. Hilde Freund durfte nicht mehr als Röntgenassistentin arbeiten und verdiente sich ein kleines Zubrot als Radiotherapeutin bei einem privaten Sender, Friedrich Freund versuchte als Klavierstimmer etwas Geld zu verdienen und Tante Hanna Kay hielt aus, obwohl sie noch einen amerikanischen Pass besaß.
Es gibt keine verlässlichen Hinweise darauf, welche Emigrationsversuche die Freunds noch unternommen haben und woran die möglicherweise scheiterten. Kimmig behauptet lediglich, nach Palästina hätten sie nicht gewollt, und so gerieten sie immer tiefer in den Strudel der Zwangsmaßnahmen gegen Juden. 1940 wurde Friedrich Freund „als Zwangsarbeiter in den Deuta-Werken GmbH eingesetzt. Hilde Freund arbeitete zunächst als ‚unbesoldete Bürogehilfin‘ im Arbeitsamt, später als ‚ehrenamtliche Helferin‘ der Jüdischen Kultusvereinigung an der Rosenstraße 2-4.“ Bis 1941 waren ihnen auch noch Briefkontakte zu Friedrich Freunds Schwestern in Palästina möglich. „Am 15. Dezember 1941 wurden Hilde und Fritz Freund gezwungen, ihre Wohnung in der Mommsenstraße 52 zu verlassen und in die Levetzowstraße 7 abgeführt.“ Dieses Schicksal teilten sie mit vielen ihrer Nachbarn: „In dem Wohnhaus an der Mommsenstraße 52 lebten zu Anfang des Jahres [1942] mindestens zwanzig erwachsene Juden. Es isr nicht bekannt, wie viele Kinder unter sechzehn Jahren zu ihnen gehörten. Am 25. Januar, also eine Woche nach der ‚Wannseekonferenz‘ wurden die Schwestern Friederike Berliner, geb. Grünthal und Käthe Grünthal aus ihrer Wohnung in der Mommsenstraße 52 nach Riga verschleppt. Am 28. März folgte Eugenie Fritzler, die nach Piaski deportiert wurde. Die 64-jährige Margarete Jacoby, geb. Cohn brachte sich am 7. April in ihrer Wohnung um. Am 13. Juni wurde Hermann Kann aus seiner Wohnung geholt und nach Sobibor verschleppt.“

## Theresienstadt und Auschwitz
Den Freunds blieb die direkte Deportation erst einmal erspart, vermutlich auch deshalb, weil sie beide in einem volkswirtschaftlich wichtigen Betrieb Zwangsarbeit leisteten.  So kamen sie vorerst nur in das auf dem Gelände der ehemaligen Liberalen Synagoge in der Levetzowstraße eingerichtete Sammellager für die geplante Umsiedlung jüdischer Familien. Für Hanna Kay konnte Friedrich Freund einen Platz im Jüdischen Altersheim in der Großen Hamburger Straße erwirken; immer noch genoss sie aufgrund ihres amerikanischen Passes einen gewissen Schutz vor den Verfolgungsmaßnahmen. „Als Fritz Freund erfuhr, dass auch das Jüdische Altenheim in der Grossen Hamburger Straße als Sammellager für die Deportationen benutzt wurde, holte er seine Tante, die immer noch ihren amerikanischen Pass hatte, aus dem Altenheim und brachte sie in das Jüdische Krankenhaus in der Iranischen Straße. Hier starb Hanna Kay, geb. Freund am 22. Februar 1943. Ihr Leichnam wurde am 1. März 1943 auf dem Jüdischen Friedhof in Berlin-Weißensee beigesetzt.“
Am 18. Juni 1942 ließ sich der Jurist Friedrich Freund im Sammellager auf einen Vertrag ein, mit dem er seine Abschiebung selber finanzierte. „Es waren Heimeinkaufsverträge für Personen, die nach Theresienstadt abgeschoben werden sollten. Sie versprachen vor allem ‚Reichsjuden mit Kriegsauszeichnungen‘ eine angemessene Unterbringung und sicherten ihnen Verpflegung und ärztliche Versorgung zu. Freund ließ sich den Vertrag in allen Einzelheiten erklären und schrieb einen Hypochekenbrief von 23.000 RM auf die Bezahlung eines ‚Heimeinkaufsvertrages‘ um.“ Am 1. Oktober 1942 wurde auf Veranlassung der Gestapo Berlin das gesamte Vermögen von ihm und seiner Frau „auf Grund des § 1 des Gesetzes über die Einziehung kommunistischen Vermögens […] in Verbindung mit dem Gesetz über die Einziehung volks- und staatsfeindlichen Vermögens […] in Verbindung mit dem Erlaß des Führers und Reichskanzlers über die Verwertung des eingezogenen Vermögens von Reichsfeinden“ zugunsten des Deutschen Reiches eingezogen. Laut einer am 25. Januar 1943 abgegebenen Vermögenserklärung betrug das gemeinsame Vermögen etwa 80.000,-- RM, darin enthalten auch die 30.000,-- RM für den „Heimeinkaufsvertrag“.
Ebenfalls am 25. Januar 1943 wurde Friedrich Freund vom Berliner Anhalter Bahnhof aus nach Theresienstadt deportiert. Am 2. Februar 1943 folgte Hilde Freund. Am 15. März 1943 inventarisierte der Gerichtsvollzieher das in der Mommsenstraße 52 verbliebene Eigentum der Freunds. Es wurde auf 3.315,-- RM taxiert und später für 2.652,-- RM zugunsten des Deutschen Reiches verkauft. Um das beschlagnahmte Vermögender Freunds entwickelte sich noch ein umfangreicher Schriftwechsel zwischen unterschiedlichen Institutionen und Behörden, in dem diverse Ansprüche geltend gemacht wurden. Dabei ging es auch um die Freigabe des Barguthabens über 30.000,-- RM zu Gunsten der Reichsvereinigung der Juden in Deutschland, in die sich am 2. Oktober 1943 Friedrich Freund noch einmal mit einer Erklärung aus Theresienstadt einschaltete. Ob diese Transaktion noch ausgeführt wurde, ist ungewiss, zumal inzwischen auch das Vermögen der Reichsvereinigung beschlagnahmt worden war.
„Das Ehepaar Freund wurde am 18. Mai 1944 mit dem 3. Transport, der die Theresienstädter Bezeichnung ‚Eb‘ hatte, zusammen mit 1062 Männern und Knaben sowie 1437 Frauen und Mädchen verschleppt. In einer mit Schreibmaschine geschriebenen Transportliste ist das Ehepaar Freund als ‚680 Freund, Friedrich Israel 4.1.1898 Rechtsanw. 10639-1/86‘ und ‚681 Freund, Hilde Elis. Sara 9.9.01. ohne Beruf 10888-1/89‘ verzeichnet. Der Transport kam am 19. Mai 1944 in Auschwitz an.“ Im Gedenkbuch für die Opfer der nationalsozialistischen Judenverfolgung in Deutschland ist der 18. Mai 1944, der Tag der Deportation, als ihr Todestag festgehalten.

## Hilde und Hanna Freund
Warum Friedrich Freund, seine Frau Hilde und die Tante Hanna Kay, die zudem amerikanische Staatsbürgerin war, Deutschland nicht verließen, ist unklar. Und das, obwohl Freund mit den Ausreisemodalitäten bestens vertraut war, wie er am Beispiel seiner zwei Schwestern unter Beweis gestellt und denen er beiden die Einreise nach Palästina ermöglicht hatte.
Hildegard und Hanna Freund lebten zunächst beide im Kinder- und Jugenddorf Ben Shemen, hatten aber Schwierigkeiten, sich in das Leben dort einzugewöhnen. Nach etwa einem Jahr Aufenthalt übersiedelten sie nach Tel Aviv, wo sie sich zwei Jahre lang mit Gelegenheitsjobs durchschlugen, bevor sich ihre Wege trennten. „Hanna ging 1938 nach Jerusalem. Sie fand eine Stelle bei der BBC und arbeitete als Dolmetscherin. Hildegard folgte ein Jahr später. Sie ließ sich von einem jungen Offizier für die ‚Middle East Forces‘ anwerben und kam in ein Trainingslager. Anschließend zog sie mit den Kampftruppen bis nach Kairo. Von hier aus suchte sie über das britische Rote Kreuz den Briefkontakt mit ihrem Bruder in Berlin.“ Am 14. April 1942 konnte sie tatsächlich eine kurze Rot-Kreuz-Nachricht von Friedrich Freund in Empfang nehmen, die dieser am 6. Oktober 1941 aufgegeben hatte. Eine weitere Nachricht Freunds vom 15. Dezember 1941 kam bei den Schwestern bereits am 6. Januar 1942 an.
Als Sergeant Higgins arbeitete Hanna Freund bei der BBC für den Britischen Geheimdienst. Dort lernte sie den in Istanbul enttarnten Agenten George Tabori kennen, der sich in einem späteren Interview an sie erinnerte: „Ich habe dann in Palästina geheiratet, Hannah Freund. Sie war mit 13 Jahren mit ihrer Schwester aus Darmstadt gekommen, ihre Eltern waren schon tot. Ihr Bruder hatte es arrangiert, dass sie im Kinderkibbuz aufwachsen konnte. 1942 war sie die Leiterin dieses Büros gewesen. Sie war sehr blond, sehr schön, sehr zionistisch. Es hat fast ein Jahr gedauert, bis ich sie überredet hatte, mich zu heiraten.“ In der Neuen Deutschen Biographie ist über diese Beziehung vermerkt, dass die beiden von 1942 bis 1953 verheiratet waren. Sie sei mit Tabori in die USA gegangen und habe in New York Psychologie studiert. Kimmig berichtet, Hanna Tabori habe als Sozialarbeiterin gearbeitet und afro-amerikanische Homosexuelle in Harlem betreut.
Hildegard Freund heiratete 1948 in Mailand den in Budapest geborenen Francis Shelton, einen bekannten Cellisten und Juristen, der unter anderem unter George Tabori ebenfalls im englischen Geheimdienst tätig gewesen war und sich nach Kriegsende um die Displaced Persons in italienischen Lagern gekümmert hatte. Das Ehepaar Shelton lebte seit 1950 in England, nachdem Francis Shelton wegen seiner Verdienste die britische Staatsangehörigkeit verliehen worden war.
Hildegard Shelton suchte nach dem Ende des Zweiten Weltkriegs nach Spuren ihres Bruders Friedrich Freund. Sie reiste nach Berlin, fand das Haus Mommsenstraße 52 unversehrt, und versuchte mit Hilfe eines Rechtsanwaltes das Schicksal ihres Bruders und ihrer Tante Hanna Kay zu klären. Am 22. September 1947 erfuhr sie von der Deportation von Friedrich und Hilde Freund, noch nichts aber über deren weiteres Schicksal. Im Sommer 1948 reiste sie in ihre Geburtsstadt Darmstadt. Das Haus, in dem sie aufgewachsen war, in der Landgraf-Philipp-Anlage 44, war zerstört, den Krieg überstanden hatte die früher Friedrich Freund gehörende Villa Bismarckstraße 37. Mit Hilfe von Friedrich Mainzer stellte sie für sich und im Namen von Hanna Tabori einen Wiedergutmachungsantrag. Antragsgegner war der Arzt Dr. Ludwig Riemenschneider (* 1. Januar 1895 in Darmstadt), der die Villa von Freund erworben hatte, offensichtlich unter Ausnutzung von dessen Notlage. In einem am 24. Juni 1949 geschlossenen Vergleich verpflichtete Riemenschneider sich, zur Abfindung aller Wiedergutmachungsansprüche an Hanna Tabori und Hildegard Shelton 5.500 DM in fünf gleichen Jahresraten zu zahlen. Beim Besuch einer ehemaligen Flickschneiderin, die für ihre Eltern gearbeitet hatte, entdeckte Hildegard Shelton in deren Wohnung Möbelstücke und Kunstwerke aus der Wohnung in der Landgraf-Philipp-Anlage. „Zwei Aquarelle, eine Ansicht von Neapel und eine vom Vesuv, gab ihr die ehemalige Flickschneiderin zurück. Es waren Bilder, die früher im Schlafzimmer ihres Halbbruders Fritz gehangen hatten.“

## Werke
- Das Wesen des Staates als Problem der Rechtswissenschaft. Juristische Dissertation, Gießen, 1923.